# 大崎中央高等学校
大崎中央高等学校（おおさきちゅうおう こうとうがっこう）は、宮城県大崎市古川福沼一丁目にある男女共学の私立高等学校。通称は「大崎中央」（おおさきちゅうおう）、または旧校名を取った「祇園寺」（ぎおんじ）。

## 沿革
学校法人啓誠学園が運営。旧校名は「祇園寺学園祇園寺高等学校」。宮城誠真短期大学は同じ系列の大学である。
1963年4月、「学校法人祇園寺学園 祇園寺高等学校」として開校。当初は普通科のみだったが、後に商業科と保育科も置かれた。 
1986年4月、「学校法人啓誠学園 大崎中央高等学校」に改称。普通科のみの単科校に戻った。2011年4月から普通科にコース制（介護福祉コース、総合コース）を導入。

## 学科
- 全日制普通科（定員225人＝うち介護福祉コース30人、総合コース195人）

## 著名な出身者
- 麦谷祐介 - プロ野球選手、オリックス・バファローズ所属。